# 側鏡

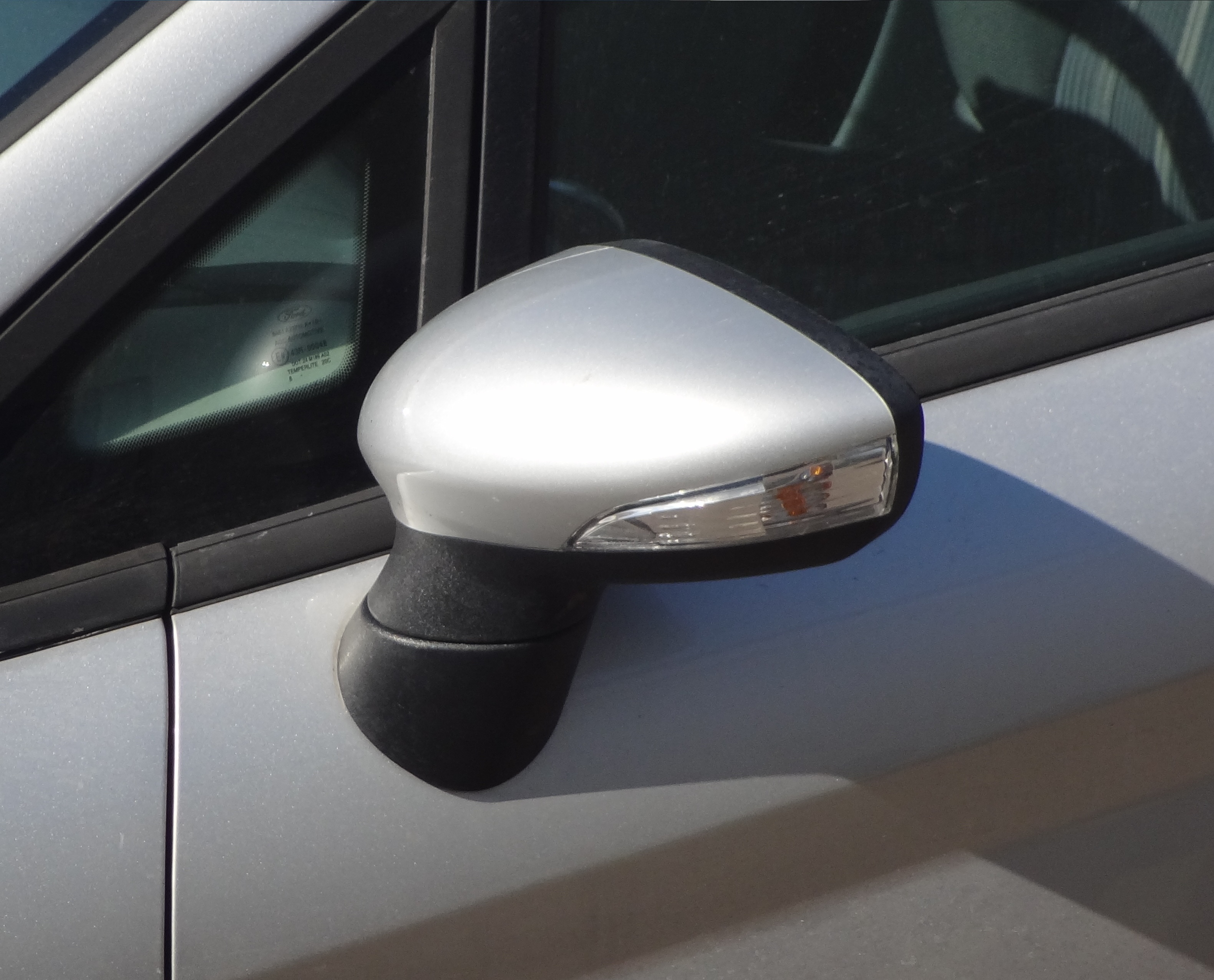
A柱的旁邊的側鏡

車頭的側鏡

側鏡，是設置於車輛兩側的鏡子，可以幫助駕駛者在切線時留意車旁有否其他車輛。現今大多汽車的設計都會將其放在A柱的旁邊，以方便調教。只有極少數汽車仍然會使用舊式的設計，將側鏡放於車頭擋泥板上方的位置，如豐田JPN Taxi。
單靠使用側鏡可能未能察覺到位於盲點的車輛。傳統做法是稍微轉動脖子，靠眼角的週邊視力偵測潛在的危險。2020年代開始，新式的側鏡內隱藏危險警告燈，當系統偵測到附近有車時，警告燈便會閃動或亮著。
由於側鏡在車身向外突出，它對汽車的風阻會有負面的影響。部分品牌會特別注意側鏡的形狀及大小，甚至放棄傳統的光學側鏡，以更為細小的數碼鏡頭取而代之，如Audi於2020年代推出的某些車款。